# Estación de Borjas Blancas
Borjas Blancas (en catalán y según Adif Les Borges Blanques) es una estación ferroviaria situada en el municipio español homónimo, en la provincia de Lérida, comunidad autónoma de Cataluña (España). Cuenta con servicios de Media Distancia operados por Renfe.

## Situación ferroviaria
Se encuentra ubicada en el punto kilométrico 24,5 de la línea férrea de ancho ibérico que une Madrid con Barcelona a 286 metros de altitud, entre las estaciones de Juneda y de La Floresta. El kilometraje de la línea sufre un reinicio en la capital maña y otro en Lérida al basarse en antiguos trazados.

## Historia
Con el ferrocarril dando sus primeros pasos en España, en 1856, Tarragona y Reus fueron rápidamente unidas gracias a ese novedoso medio de transporte que se veía muy útil para la economía local. Sobre esa base se crearon dos compañías: la Compañía del Ferrocarril de Montblanch a Reus y la Compañía del Ferrocarril de Montblanch a Lérida, con un mismo objetivo, alcanzar Lérida. Ambas no tardaron en fusionarse en la Compañía del Ferrocarril de Lérida a Reus y Tarragona. Dicha compañía no completó la línea hasta la apertura del tramo entre Juneda y Lérida en mayo de 1879, aunque la estación de Borjas Blancas se puso en funcionamiento mucho antes, el 17 de junio de 1874 tras finalizar el tramo Borjas Blancas-Vinaixa. La precaria situación económica de la titular de la concesión facultó que la poderosa Norte se hiciera con ella en 1884. Norte mantuvo la gestión de la estación hasta que en 1941 se produjo la nacionalización del ferrocarril en España y todas las compañías existentes pasaron a integrarse en la recién creada RENFE. 
Desde el 31 de diciembre de 2004 Renfe Operadora explota la línea mientras que Adif es la titular de las instalaciones ferroviarias.

## La estación
Se encuentra al noreste de la localidad de Borjas Blancas. A diferencia de otras estaciones del tramo como Juneda no conserva su edificio original al haber sido sustituido por otro de planta baja y cubierta de una sola vertiente de corte totalmente funcional y habitual de la década de los 70. Al estar cerrado al público se han habilitados dos marquesinas metálicas en los dos andenes (uno central y otro lateral) de la estación. A los mismos accede la vía principal (vía 1) y dos derivadas (vía 2 y 3). Hay que añadirle otra vía, la 5 reconvertida en vía muerta. En el exterior existe una zona de aparcamiento y una subestación eléctrica que también cuenta con varias vías de acceso.

## Servicios ferroviarios

### Media Distancia
Los servicios de Media Distancia que ofrece Renfe tienen como principales destinos Barcelona y Lérida. 
| Línea MD | Trenes   | Origen/Destino  |  | Destino/Origen                | Equivalente Rodalies de Catalunya |
| -------- | -------- | --------------- |  | ----------------------------- | --------------------------------- |
| 35       | Regional | Lérida Pirineos |  | Barcelona-Estación de Francia |                                   |